# Elke-Annette Schmidt

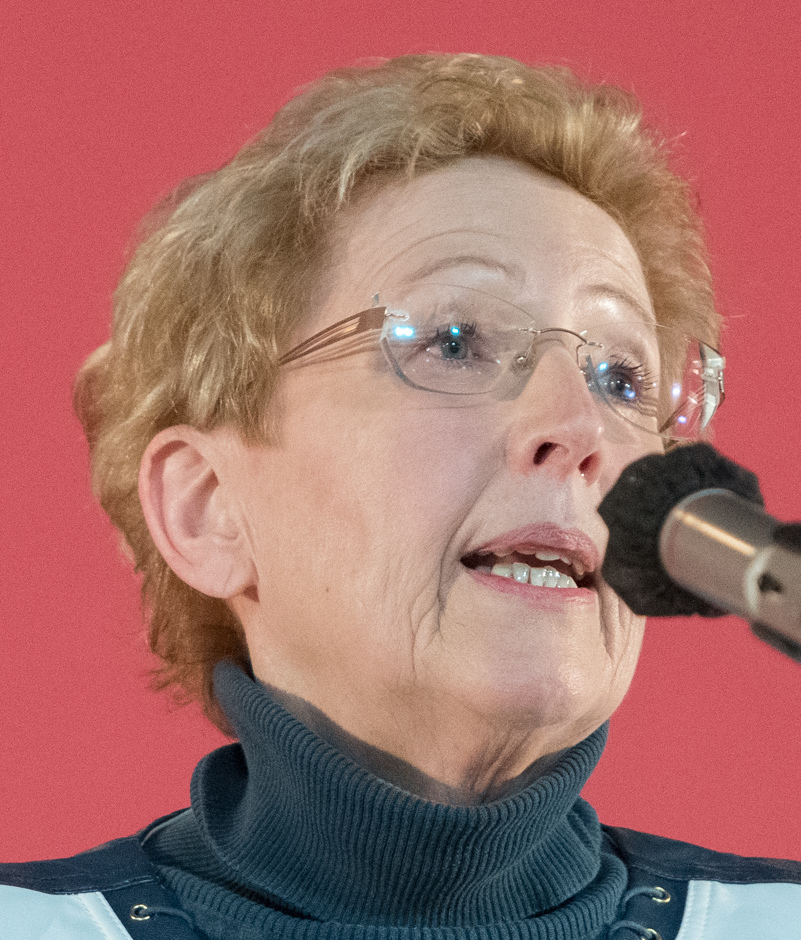
Elke-Annette Schmidt (2021)

Elke-Annette Schmidt (* 23. Oktober 1957 in Gotha) ist eine deutsche Politikerin (Die Linke). Seit 2021 ist sie Abgeordnete im Landtag Mecklenburg-Vorpommern und Zweite Vizepräsidentin des Landtags.

## Leben
Schmidt wuchs in Gotha auf und machte dort ihr Abitur. Anschließend studierte sie Ingenieurwesen an der Technischen Universität Dresden; sie schloss dieses Studium mit dem Diplom ab. Ab 1980 arbeitete sie beim VEB Teppichwerk Nord in Malchow. Nach der Wende war sie unter anderem in der Landtagsverwaltung Mecklenburg-Vorpommerns tätig. Von 2002 bis zu ihrer Wahl in den Landtag 2021 war sie als Projektmanagerin für den Landesfrauenrat Mecklenburg-Vorpommern tätig.
Schmidt ist verwitwet, hat zwei Söhne und wohnt in Malchow.

## Politik
Schmidt ist Mitglied der Partei Die Linke. Sie war Mitglied des Kreistages des Landkreises Mecklenburgische Seenplatte und verfehlte bei der Kommunalwahl 2024 den Wiedereinzug. Sie ist Mitglied der Stadtvertretung in Malchow. Sie kandidierte bei der Bürgermeisterwahl 2015 in Malchow, unterlag jedoch knapp dem parteilosen René Putzar.
Bei der Landtagswahl in Mecklenburg-Vorpommern 2011 kandidierte sie für Die Linke im Landtagswahlkreis Mecklenburgische Seenplatte III, verfehlte jedoch den Einzug in den Landtag. Bei der Landtagswahl 2021 kandidierte sie wiederum im Landtagswahlkreis Mecklenburgische Seenplatte III und auf Platz 9 der Landesliste ihrer Partei. Sie zog über die Landesliste in den Landtag ein. In der konstituierenden Sitzung des 8. Landtags wurde sie zur Zweiten Vizepräsidentin des Landtags gewählt.